# Moutier-d’Ahun
Moutier-d’Ahun ist eine Gemeinde in Frankreich. Sie gehört zur Region Nouvelle-Aquitaine, zum Département Creuse, zum Arrondissement Guéret und zum Kanton Ahun. Die Bewohner nennen sich Moutiérots.

## Geographie
Sie grenzt im Norden an Cressat, im Osten an Saint-Pardoux-les-Cards, im Südosten an Lavaveix-les-Mines, im Süden an Saint-Martial-le-Mont und im Westen an Ahun. Das Siedlungsgebiet liegt auf 362 Metern über Meereshöhe. 

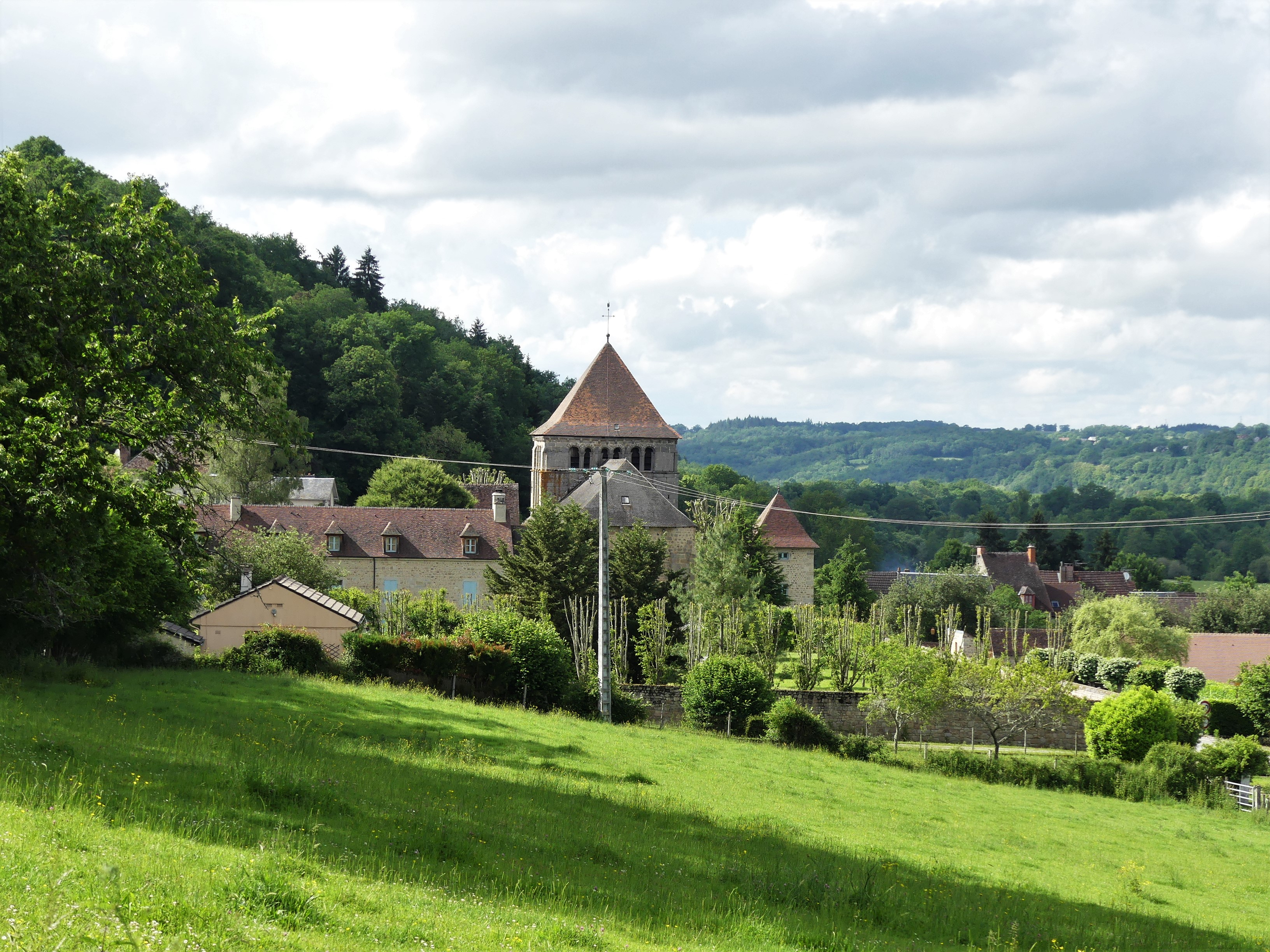
Moutier-d’Ahun, 2018
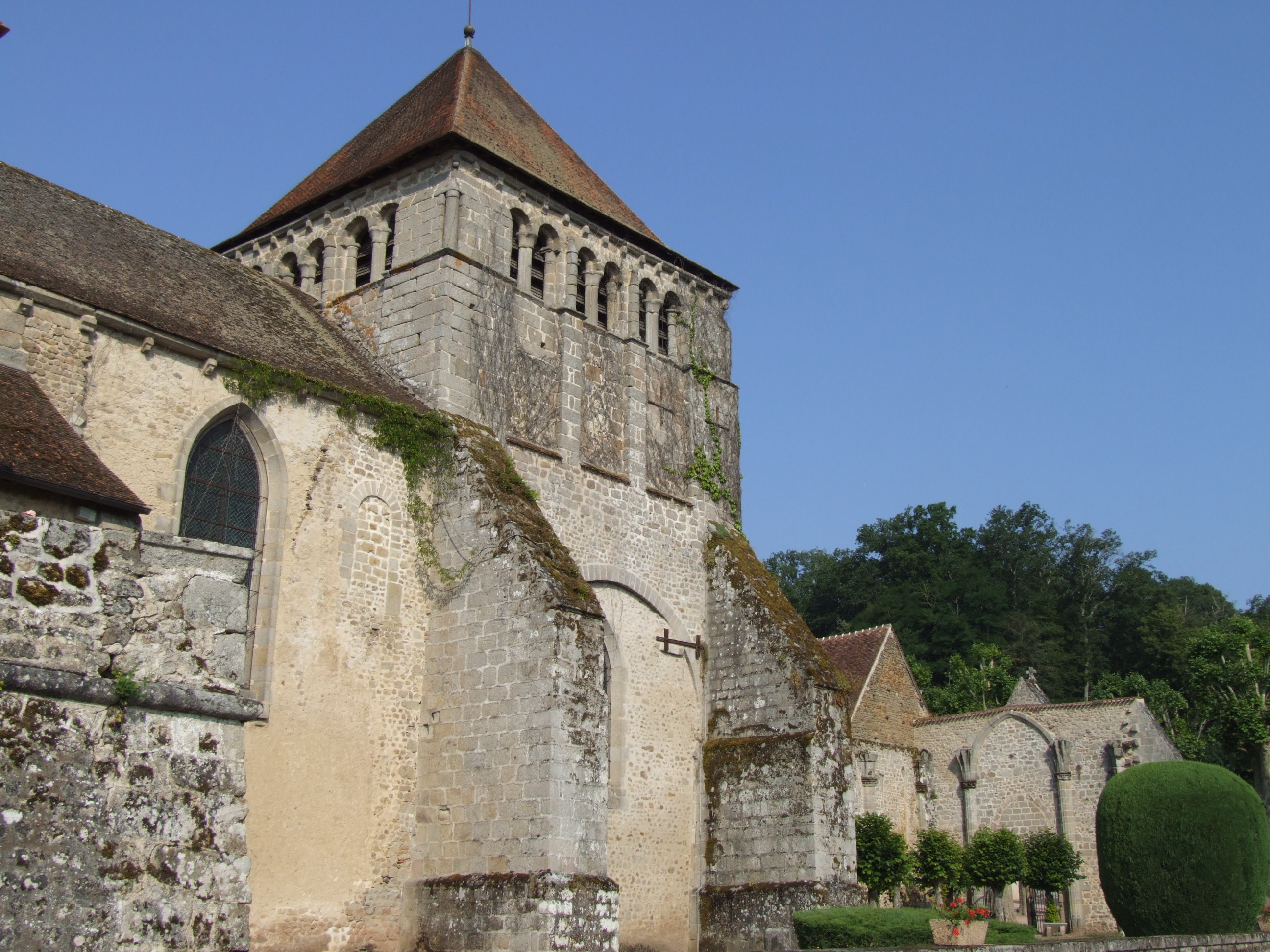
Die Abtei von Moutier-d’Ahun, Monument historique
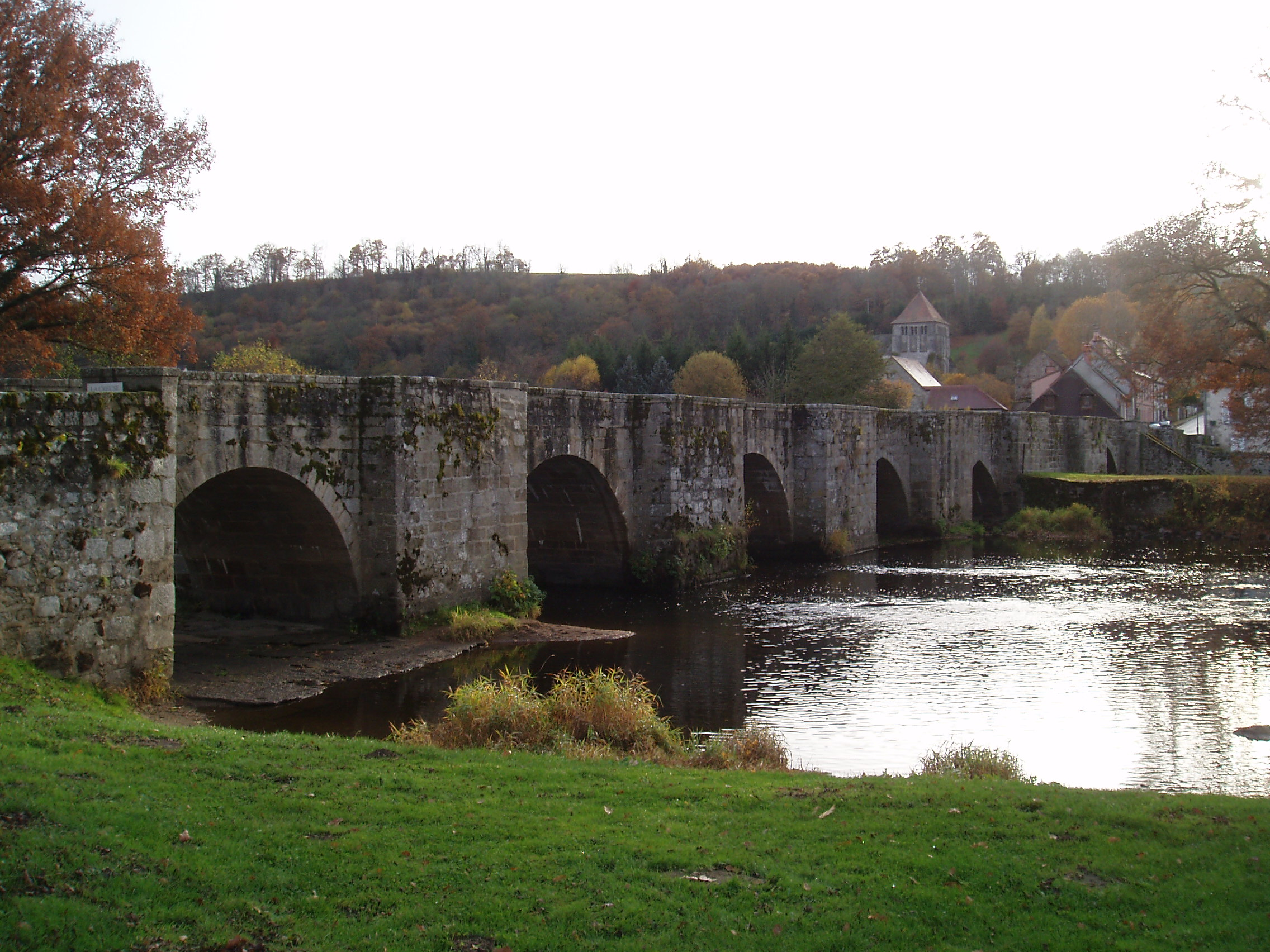
Romanische Brücke über die Creuse, Monument historique

## Bevölkerungsentwicklung
| Jahr      | 1962 | 1968 | 1975 | 1982 | 1990 | 1999 | 2008 | 2012 | 2018 |
| --------- | ---- | ---- | ---- | ---- | ---- | ---- | ---- | ---- | ---- |
| Einwohner | 312  | 274  | 244  | 234  | 195  | 193  | 168  | 154  | 176  |

## La Métive
Der Ort ist Sitz von La Métive (Résidence de création artistique pluridisciplinaire). Gefördert werden Künstler und Projekte aus den Bereichen Film und Fotografie, Tanz, Literatur, Theater, Marionetten, Musik und Sounddesign, digitale Kunst sowie Plastik und Skulptur. Den Stipendiaten stehen u. a. ein Saal von rund 110 m² Grundfläche, mehrere Ateliers, eine Bibliothek, ein Garten und ein Gästehaus zur Verfügung. Finanziert wird das Projekt u. a. von dem Französischen Staat, der Region Nouvelle-Aquitaine und dem Département Creuse. 